# Norbert Rokaly
Norbert Rokaly (* 21. Januar 1996 in Gheorgheni) ist ein rumänischer Eishockeyspieler, der beim HSC Csíkszereda spielt und seit 2013 in der multinationalen Ersten Liga zum Einsatz kommt. Sein jüngerer Bruder Szilárd ist ebenfalls rumänischer Nationalspieler.

## Karriere

### Club
Norbert Rokaly, der der ungarischsprachigen Minderheit der Szekler in Rumänien angehört, begann seine Karriere in der Nachwuchsabteilung des HSC Csíkszereda, dem traditionellen Club der Szekler, für den er sowohl in der rumänischen als auch in der ungarischen U18-Liga spielte. In der Spielzeit 2012/13 kam er zu ersten Einsätzen in der rumänischen Eishockeyliga. 2013/14 wurde er erstmals in der multinationalen MOL Liga eingesetzt. 2018 wurde er mit seiner Mannschaft rumänischer Meister und Pokalsieger. 2020, 2021 und 2022 gewann er mit dem Klub die Erste Liga und 2022 erneut auch die rumänische Meisterschaft.

### International
Rokaly spielt international im Gegensatz zu anderen Szeklern, die für Ungarn antreten, für sein Geburtsland Rumänien. Bereits im Juniorenbereich war er international aktiv: Sein Debüt gab er bei der U18-Weltmeisterschaft 2013 in der Division II, in der er auch 2014 spielte. Im U20-Bereich spielte er bei den Weltmeisterschaften 2014, 2015 und 2016, als er Topscorer und bester Vorbereiter war und gemeinsam mit seinem Bruder Szilárd die zweitbeste Plus/Minus-Bilanz des Turniers hinter dem Serben Ivan Glavonjić aufwies und folgerichtig auch zum besten Spieler seiner Mannschaft gewählt wurde, ebenfalls in der Division II.
Sein Debüt in der Herren-Nationalmannschaft gab Rokaly bei der Weltmeisterschaft der Division I 2016, als er mit den Rumänen in die Division II absteigen musste. Dort gelang ihm im Folgejahr der direkte Wiederaufstieg in die Division I. Bei der 2022 spielte er wieder in der Division I.

## Erfolge und Auszeichnungen
- 2016 Aufstieg in die Division II, Gruppe A, bei der U20-Weltmeisterschaft der Division II, Gruppe B
- 2016 Topscorer und bester Vorbereiter bei der U20-Weltmeisterschaft der Division II, Gruppe B
- 2017 Aufstieg in die Division I, Gruppe B, bei der Weltmeisterschaft der Division II, Gruppe A
- 2018 Rumänischer Meister und Pokalsieger mit dem HSC Csíkszereda
- 2020 Gewinn der Ersten Liga mit dem HSC Csíkszereda
- 2021 Gewinn der Ersten Liga mit dem HSC Csíkszereda
- 2022 Gewinn der Ersten Liga und rumänischer Meister mit dem HSC Csíkszereda

## MOL/Erste-Liga-Statistik
(Stand: Ende der Saison 2022/23)